# Терво
Терво (фин. Tervo) — община в провинции Северное Саво, губерния Восточная Финляндия, Финляндия. Общая площадь территории — 494,23 км², из которых 146,52 км² — вода.

## Демография
На 31 января 2011 года в общине Терво проживало 1710 человек: 895 мужчин и 815 женщин.
Финский язык является родным для 98,83 % жителей, шведский — для 0,06 %. Прочие языки являются родными для 1,11 % жителей общины.
Возрастной состав населения:
- до 14 лет — 10,7 %
- от 15 до 64 лет — 61,05 %
- от 65 лет — 28,01 %

Изменение численности населения по годам:
| Год  | Численность |
| ---- | ----------- |
| 1980 | 2363        |
| 1990 | 2232        |
| 2000 | 1994        |
| 2010 | 1706        |
| 2011 | 1710        |

## Известные уроженцы и жители
- Марко Хиетала (р. 1966) — бас-гитарист, вокалист финских симфо-метал групп Nightwish и Tarot.